# 第3飛行隊 (陸上自衛隊)
第3飛行隊（だい3ひこうたい）は、陸上自衛隊八尾駐屯地（大阪府八尾市）に駐屯する第3師団隷下の航空科（ヘリコプター）部隊である。

## 概要
飛行隊長は2等陸佐が充てられ、中部方面隊直轄の航空科部隊である中部方面航空隊を除いては八尾駐屯地に駐屯する第3師団の中で唯一、航空機（ヘリコプター）を保有する部隊である。

## 沿革
第3管区航空隊
- 1954年（昭和29年）1月10日：第3管区航空隊が浜松駐屯地に編成。

第3航空隊
- 1954年（昭和29年）
  - 9月10日：第3管区航空隊（浜松駐屯地）が第3航空隊に称号変更。
  - 八尾空港が米軍から返還され、第3管区航空隊が浜松駐屯地から伊丹駐屯地八尾分屯地へ移駐[1]。

第3飛行隊
- 1962年（昭和37年）1月18日：第3管区隊第3航空隊（八尾駐屯地）が第3飛行隊に改編され、中部方面航空隊隷下に編合。
- 1994年（平成06年）3月28日： 第3師団の隷下部隊となる。

## 第3飛行隊長
| 代   | 氏名       | 在任期間        | 出身校・期 |
| ---- | ---------- | --------------- | ---------- |
| 初代 | 福井 義博  | 1994.3 - 1994.7 |            |
| ２   | 早川喜代司 | 1994.8 - 1997.7 |            |
| ３   | 齊藤 修    | 1997.8 - 1999.7 |            |
| ４   | 服部 正    | 1999.8 - 2001.3 |            |
| ５   | 信国光一郎 | 2001.3 - 2002.7 |            |
| ６   | 小嶋 榮治  | 2002.8 - 2005.3 |            |
| ７   | 川崎 誠二  | 2005.3 - 2007.3 |            |
| ８   | 岸田 佳明  | 2007.3 - 2009.3 |            |
| ９   | 桑畑 英紀  | 2009.3 - 2011.4 |            |
| １０ | 田代 裕久  | 2011.4 - 2012.7 |            |
| １１ | 不和 悟    | 2012.8 - 2013.7 |            |
| １２ | 松元 三展  | 2013.8 - 2014.7 |            |
| １３ | 齋藤 健    | 2014.8 - 2016.7 |            |
| １４ | 安達 弘典  | 2016.8 - 2017.7 |            |
| １５ | 鈴木 良崇  | 2017.8 - 2018.7 |            |
| １６ | 深田 亨    | 2018.8 -        |            |

## 主要装備
- UH-1J